# Albaconazole
Albaconazole (mã phát triển UR-9825) là một loại thuốc chống nấm thử nghiệm triazole. Nó có hoạt động phổ rộng tiềm năng và thể hiện sự ức chế nhiều loại men gan CYP450.
Nó cũng đã được nghiên cứu như một tác nhân antiprotozoal.